# Arcangela Tarabotti
Arcangela Tarabotti, née  Elena Cassandra Tarabotti en 1604 dans la république de Venise (aujourd’hui en Italie) et morte le 28 février 1652 dans ce même État, est une religieuse Soeur Arcangela  et écrivaine, défenseuse des droits de la femme.

## Biographie
Elena Cassandra Tarabotti, baptisée le 24 février dans la paroisse de San Pietro, est née dans une famille de la moyenne bourgeoisie. Première de sept sœurs et quatre frères, elle sera la seule à être destinée, contre son gré, à devenir religieuse au monastère bénédictin de Sant'Anna à  Castello. Elle souffre d'une malformation physique héréditaire qui la rend peu attrayante sur le marché matrimonial : c'est probablement pour cette raison  qu'elle entre au monastère.
Elena Cassandra entre au monastère en 1617. En 1620, elle prononce ses premiers vœux, devenant Sœur Arcangela, puis sa profession solennelle en 1623 et elle est consacrée après 1629. Elle reste au monastère Sant'Anna jusqu'à son décès. Elle signe Sœur Arcangela la plupart de ses ouvrages, dans lesquels elle dénonce la réalité dramatique des religieuses forcées et plus largement la condition des femmes de l'époque. Exclue d’une société mondaine dans laquelle elle aurait aimé s'insérer, elle cherche par l’écriture, dont des échanges épistolaires en théorie prohibées, à se projeter hors de la clôture.
Ses ouvrages  sont redécouverts au milieu du XXe siècle, avec la publication d'une biographie d’Emilio Zanette. Dans les années 1980, Tarabotti  devient un sujet d'études féministes. Avec Moderata Fonte et Lucrezia Marinelli, elle est considérée comme précurseur du féminisme italien.

## Ouvrages
- 1643, Il Paradiso monacale, Venetia, Oddoni.
- 1644, 1656, Antisatira, Venetia, Oddoni. Réédition 1998, par Elissa Weaver, Roma, Salerno Editrice.

- 1654, La Semplicità Ingannata  o Tirannia Paterna, Leida, Sambix, Réédition 2007, Padoue, Il Poligrafo.

- 1650, Lettere famigliari e di complimento, Venetia, Guerighi.
- 1651, Che le donne siano della specie degli uomini - Difesa della donna,  sous le pseudonyme Galerana Barcitotti. Women are no less rational than men, London, Institute of Romance Studies, 1994  avec une traduction de Letizia Panizza.

- 1990, Inferno Monacale, édité par Francesca Medioli, Turin, Rosenberg et Sellier.